# Infinity Ward
Pour les articles homonymes, voir Ward.
Infinity Ward est un studio de développement de jeux vidéo situé à Encino en Californie, formé par 22 anciens employés de la société 2015, développeurs de Medal of Honor : Débarquement allié. Le studio a été acquis par Activision en octobre 2003.
Infinity Ward est à l'origine de la série Call of Duty qu'on peut d'ailleurs considérer comme la seule franchise dont l'entreprise s'est occupé pour l'instant (Infinity Ward a également créé la série Modern Warfare qui est un spin-off de Call of Duty, et que les développeurs considèrent comme une nouvelle propriété intellectuelle). Le premier épisode est sorti en 2003 sur PC uniquement. Deux ans plus tard, ce fut le tour de Call of Duty 2 qui a été l'un des premiers FPS sur la Xbox 360 et sa génération. C'est également Infinity Ward qui a choisi d'orienter la série vers un contexte contemporain (auparavant concentrée sur les conflits de la Seconde Guerre mondiale) avec Call of Duty 4: Modern Warfare. La sortie de Modern Warfare 2, une suite de Call of Duty 4 très attendue fut le plus gros lancement d'un produit de divertissement dans l'histoire avec les ventes du premier jour surpassant le record de Grand Theft Auto IV mais également ceux des autres supports (en revenu du moins).

## Productions d'Infinity Ward
| Année | Nom du jeu                      | Plates-formes                                                                                   |
| ----- | ------------------------------- | ----------------------------------------------------------------------------------------------- |
| 2003  | Call of Duty                    | Windows, Mac OS X, Xbox 360 (Xbox Live Arcade), PlayStation 3 (PlayStation Network), N-Gage     |
| 2005  | Call of Duty 2                  | Windows, Mac OS X, Xbox 360                                                                     |
| 2007  | Call of Duty 4: Modern Warfare  | Windows, Xbox 360, PlayStation 3, Mac OS X, Wii (portage par Treyarch), DS (version différente) |
| 2009  | Call of Duty: Modern Warfare 2  | Windows, Xbox 360, PlayStation 3, DS (version différente)                                       |
| 2011  | Call of Duty: Modern Warfare 3  | Windows, Xbox 360, PlayStation 3, Wii (portage par Treyarch), DS (version différente)           |
| 2013  | Call of Duty: Ghosts            | Windows, Xbox 360, PlayStation 3, Wii U (portage par Treyarch), Xbox One, PlayStation 4         |
| 2016  | Call of Duty: Infinite Warfare  | Windows, Xbox One, PlayStation 4                                                                |
| 2019  | Call of Duty: Modern Warfare    | Windows, Xbox One, PlayStation 4                                                                |
| 2022  | Call of Duty: Modern Warfare II | Microsoft Windows (Steam, Battle.net), Xbox Series, PlayStation 5, Xbox One, PlayStation 4      |

## Moteur de jeu
Infinity Ward utilise un moteur de jeu maison depuis Call of Duty 2. Le moteur semble être à la base un id Tech 3 (également utilisé pour Call of Duty 2) modifié (d'autant plus que les boîtiers des jeux Call of Duty spécifient l'utilisation d'une technologie d'id Software). Il n'avait pas de nom spécifique et officiel comme d'autres moteurs tels que l'Unreal Engine ou le CryENGINE, mais lorsque IGN a questionné un développeur à l'E3 2009, celui-ci a répondu que Modern Warfare 2 fonctionnerait sur l'IW 4.0 engine, la génération suivante du moteur de Call of Duty 4. 
Il est partagé entre plusieurs studios de développement de l'éditeur Activision, notamment Treyarch et Sledgehammer Games.

### Jeux utilisant le moteur
Plusieurs versions du moteur graphique ont vu le jour au fur et à mesure des améliorations apportées. 
Liste des jeux utilisant le moteur graphique du studio[réf. nécessaire] :
- Version non nommée : Call of Duty 2 (2005)
- IW Engine 3.0 : Call of Duty 4: Modern Warfare (2007), ensuite profondément modifié par le studio Treyarch pour 007: Quantum of Solace (2008), Call of Duty: World at War (2008), Call of Duty: Black Ops (2010), Call of Duty: Black Ops II (2012) et Call of Duty: Black Ops III (2015).
- IW Engine 4.0 : Call of Duty: Modern Warfare 2 (2009)
- IW Engine 5.0 : Call of Duty: Modern Warfare 3 (2011)
- IW Engine 6.0 : Call of Duty: Ghosts (2013)
- IW Engine 7.0 : Call of Duty: Infinite Warfare (2016)
- IW Engine 8.0 : Call of Duty: Modern Warfare (2019), Call of Duty: Vanguard (2021)
- IW Engine 9.0 : Call of Duty: Modern Warfare II, Call of Duty: Modern Warfare III (2023), Call of Duty: Black Ops 6 (2024)

## Conflits avec Activision

### Licenciement des chefs du studio et procès contre Activision
Le 1er mars 2010, un rapport d'Activision à la SEC indique le licenciement de deux employés importants d'Infinity Ward à la suite d'une enquête menée au sein de la société en vue de non-respects de contrats, et d'insubordination. Le même jour, les profils LinkedIn de Jason West et de Vince Zampella indiquent qu'ils ne travaillent plus chez Infinity Ward. Jason West était le président, CCO et CTO du studio. Quant à Vince Zampella, il était CEO (CCO selon les documents de plainte). Ils ont cofondé avec 23 autres employés de 2015 le studio d'Infinity Ward. Ces derniers portent plainte contre Activision, accusant la compagnie d'avoir « mené une enquête pré-textuelle pour les licencier avant de leur payer la redevance qu'elle leur devait à la suite de la signature d'une lettre d'intention. Cette lettre, signée par West, Zampella et Mike Griffith (président et CEO d'Activision), stipule 3 choses : l'autorité créative de West et Zampella sur le développement de tous les jeux sous la licence Modern Warfare (ou tout autre Call of Duty ayant pour thème l'après-guerre du Viêt Nam ou le futur), ainsi que le contrôle total d'Infinity Ward (un tel jeu nécessiterait l'approbation écrite de West et Zampella); le droit de Zampella et West à opérer indépendamment Infinity Ward, ainsi que la possibilité de développer une nouvelle licence après avoir fini Modern Warfare 2; le paiement d'une redevance (en plus du salaire et des bonus) à tous les employés d'Infinity Ward pour chaque jeu Call of Duty, une autre pour les jeux Modern Warfare et une redevance technologique pour les jeux d'Activision utilisant une technologie significative d'Infinity Ward. » L'éditeur n'aurait respecté aucune de ces conditions en refusant de payer, et en dépossédant Zampella et West du contrôle sur Infinity Ward, en les remplaçant (temporairement) par Steve Pearce et Steve Ackrich d'Activision. Les deux anciens employés réclament donc le paiement des redevances (36 millions de dollars) de la part d'Activision, et les droits sur Infinity Ward, ainsi que les titres Call of Duty et Modern Warfare. Activision a réagi en se disant « déçu » que Zampella et West aient dû recourir au procès, et que leurs accusations étaient « sans fondements ». Ils ajoutent que ces derniers n'ont pas respecté la charte d'Activision, et que la compagnie détient toujours les droits de la série Call of Duty.

### Départ massif et formation d'un nouveau studio
Le 5 avril 2010, on apprend le départ de deux autres employés clés : le designer en chef Todd Alderman et l'ingénieur logiciel en chef Francesco Gigliotti.
Le 9 avril 2010, Activision lance une demande reconventionnelle en y accusant encore une fois ses deux anciens employés d'insubordination. Ils auraient essayé de créer leur propre studio en quittant Activision pour tenter de rejoindre son « plus grand concurrent » (sans mentionner Electronic Arts). Ils auraient de plus, dissuadé Activision de payer un bonus aux employés d'Infinity Ward pour Modern Warfare 2 afin de les rendre plus dociles lorsqu'ils quitteraient la compagnie. Ils auraient aussi demandé de garder cet argent pour eux-mêmes. Activision clame que les deux employés ont retardé la pré-production d'un futur Modern Warfare 3 qu'ils auraient utilisé pour négocier et pour lequel Activision aurait été atteint financièrement. La firme mentionne aussi que Zampella et West donnaient une image négative de l'éditeur à ses employés d'Infinity Ward.
L'avocat représentant les deux employés répond à cette demande le jour même : il annonce que ces accusations sont « fausses et outrageantes ». West et Zampella auraient seulement contacté l'agence Creative Artists Agency pour qu'elle les aide dans les négociations avec Activision et non pas pour briser leur contrat. Ces conversations avec les employés d'Infinity Ward, les agents de talents et autres durant les négociations auraient été contre Activision mais seulement pour tester leurs propositions. Il ajoute qu'aucune des actions de West et Zampella n'ont eu d'effets négatives sur la compagnie puisque Modern Warfare 2 aurait été le jeu vidéo ayant eu le plus de succès au monde. L'avocat déclare que c'est seulement une tactique de la part de l'éditeur afin de ne pas payer les millions de dollars qu'il doit à ses anciens et actuels employés.
Le 12 avril 2010, West et Zampella annoncent la création de Respawn Entertainment en partenariat avec Electronic Arts. Activision quant à elle se dit non surprise par cette nouvelle, ayant intercepté des conversations avec EA comme indiqué dans la demande reconventionnelle.
Plusieurs autres employés d'Infinity Ward sont partis en avril : l'animateur en chef Bruce Ferriz qui a rejoint Big Red Button Entertainment, le programmeur Jon Shiring, le designer en chef Mackey McCandlish, Steve Fukuda, Zied Reike, Chris Cherubini, Mark Grigsby, Paul Messerly, Rayme C. Vinson, Charlie Wiederhold, Preston Glenn, Joel Emslie, Ryan Lastimosa, Brad Allen, Robert Field et Kristin Cotterell. Todd Alderman, Mackey McCandlish, Mark Grisby, John Paul Messerly, Chris Cherubini, Rayme C. Vinson, Jon Shiring, Francesco Gigliotti et Ryan Lastimosa ont rejoint Respawn Entertainment.

### Procès en groupe contre Activision
Le 27 avril 2010, on apprend que 38 employés et ex-employés d'Infinity Ward se sont rassemblés en tant que « Infinity Ward Employee Group » afin de porter plainte contre l'éditeur. Tout comme pour la plainte de West et Zampella, ils réclament le paiement intégral des bonus et des royalties pour Modern Warfare 2. Activision aurait déjà payé 28 millions de dollars, mais le groupe clame qu'il aurait dû obtenir au moins 54 millions de dollars pour le quatrième trimestre 2009 seul. De plus, ils réclament des dédommagements additionnels allant de 75 à 125 millions. La plainte accuse Activision d'avoir retenu ces paiements afin de forcer les employés du studio à rester pour développer Modern Warfare 3. Activision a réagi assez rapidement en répondant encore une fois que leurs actions étaient « sans fondements ».
Le 9 juillet 2010, un juge de la cour de Los Angeles a décidé que le procès de Vince Zampella, Jason West  et du« Infinity Ward Employee Group » contre Activision aurait lieu le 23 mai 2011. Le 21 décembre, Activision porte plainte contre Electronic Arts les accusant d'avoir comploté avec les deux ex-employés afin de « saboter » la série Call of Duty.

## Identité visuelle

Logo
Avant 2016.
Depuis 2016.